# Procrédito
Procrédito es un producto colombiano, perteneciente a Fenalco, es la central de riesgos más grande e importante del sector real en el país (por el tamaño de su base de datos). Su centro de operaciones se encuentra en la ciudad de Medellín, también cuenta con oficinas regionales y extiende su cobertura con el servicio a todo el territorio colombiano.
Procrédito es una de las tres principales Centrales de Riesgo de Colombia, encargadas de administrar las bases de datos que contienen la información crediticia de las personas, que han obtenido crédito con el sector comercial y financiero del país.
Consolidada como una herramienta para los comerciantes, les permite a los mismos, conocer la trayectoria crediticia de sus clientes y por lo tanto les brinda un panorama de evaluación para el otorgamiento seguro de créditos.
También permite a los ciudadanos acceder a la consulta de su historial crediticio mediante la consulta en línea. Con esta herramienta los ciudadanos podrán conocer los reportes que han ingresado los comerciantes, saber su estado de deudas: en mora, al día y saldadas.

## Historia
Detrás de Procrédito está una historia de alianzas y uniones de comerciantes que comenzó a escribirse en Medellín en el año 1953. Empresarios, que buscaban protegerse mutuamente al momento de fiar o dar crédito a sus clientes, recopilan las primeras listas de deudores morosos y las publican para su consulta en el Edificio Fabricato, posteriormente será el Gremio quien asuma esta tarea y lo convierta en un servicio de la mayor importancia para sus afiliados.
En el año 1963, asume la Dirección de FENALCO Seccional Antioquia, el Doctor Germán Vélez Gutiérrez, y la Central adquiere su nombre actual "Procrédito", consolidándose a lo largo de los siguientes 66 años, como Central de Información Crediticia de Colombia.
Desde sus inicios, Procrédito alcanza gran fuerza y reconocimiento entre los comerciantes antioqueños, sin embargo y como respuesta al fenómeno creciente del mercado, a partir del año 2011 comienza el proyecto de expansión nacional de Procrédito, llegando así a otras ciudades del país, mediante un trabajo conjunto con las demás Seccionales de Fenalco.